# Yuki Fukaya
Yuki Fukaya (深谷 友基, Fukaya Yuki) est un footballeur japonais né le 1er août 1982. Il évolue au poste de défenseur central.

## Palmarès
- Vainqueur de la Coupe de la Ligue japonaise en 2008 avec l'Oita Trinita